# Верстовский, Алексей Николаевич
Алексе́й Никола́евич Версто́вский (1 марта 1799, Тамбовская губерния — 17 ноября 1862, Москва) — русский композитор и театральный деятель.

## Биография
Родился в имении Растов Сад Тамбовской губернии.
Отец композитора был внебрачным сыном генерала А. Селиверстова и пленной турчанки, получившим усечённую фамилию, однако был приписан к дворянскому сословию как выходец из польского шляхетства. Мать, Анна Васильевна (урождённая Волкова), происходила из военной среды. 
С детства был приобщён к музыке, поскольку отец содержал крепостной оркестр и устраивал домашние музыкальные собрания. Вместе со своим братом Василием и сестрой Варварой обучался игре на скрипке и фортепиано. С девяти лет выступал в концертах в Уфе.
В 1816 переехал в Санкт-Петербург. Там был определён в Институт корпуса инженеров путей сообщения, где проучился один год, после чего поступил на службу и до 1823 года служил в разных учреждениях. Тем временем продолжал своё музыкальное образование, брал уроки у Дж. Фильда и Д. Штейбельта (фортепиано), Тарквини (пение), Ф. Бёма и Л. Маурера (скрипка), Брандта, К. Цейнера, Миллера (теория композиции). В эти же годы начал увлекаться театром (среди его петербургских друзей были выдающиеся деятели театра: князь А. А. Шаховской, П. Н. Арапов, А. А. Алябьев, Н. В. Всеволожский, П. Е. Мансуров, Ф. Ф. Юрьев). Активно участвовал в любительских спектаклях в качестве переводчика пьес, актёра, певца и автора музыки к театральным постановкам.
Его первые три оперы-водевили «Бабушкины попугаи» (1819), «Карантин» (1820), «Новая шалость, или Театральное сражение» (1822) были поставлены в Петербурге и имели успех. Тексты этих произведений создал друг А. Верстовского, популярный в то время в Петербурге драматург Н. И. Хмельницкий.
С 1823 года до конца жизни жил в Москве. Поначалу был переведён в Москву чиновником особых поручений канцелярии при генерал-губернаторе Д. В. Голицыне, затем в контору Дирекции императорских театров. С 1825 занимал должность инспектора музыки Дирекции московских театров, с 1830 — инспектора репертуара, а с 1842 по 1859 он был управляющим Московской театральной конторой.
После долгих лет жизни в наёмных домах с супругой, известной актрисой и певицей Н. В. Репиной, в 1836 они купили собственный домик на Арбате (в Большом Афанасьевском переулке № 16/24), где жили до переезда в Хлебный переулок в 1860 (дом был снесён в 1971 году). Здесь их посещали Ф. Лист (в 1843 г.), Р. Шуман со своей женой Кларой (в 1844 г.) и, вероятно, в 1847 г. Г. Берлиоз. 
Был фактическим руководителем театральной жизни города. Показал себя не только энергичным администратором и умелым руководителем, но и часто выступал в роли режиссёра и педагога. Всячески способствовал обогащению репертуара, улучшению работы театральной школы, поднятию художественного уровня спектаклей, уделял большое внимание подбору и воспитанию актёров. Его стараниями при Дирекции московских театров были открыты музыкальные классы, готовившие оркестрантов для будущей работы в театральных оркестрах. В 1826 совместно с А. И. Писаревым издавал «Драматический альбом для любителей театра и музыки» (вышло 2 книги). В 1829 стал членом Общества любителей русской словесности. В 1833 экстерном закончил Императорский Московский университет.

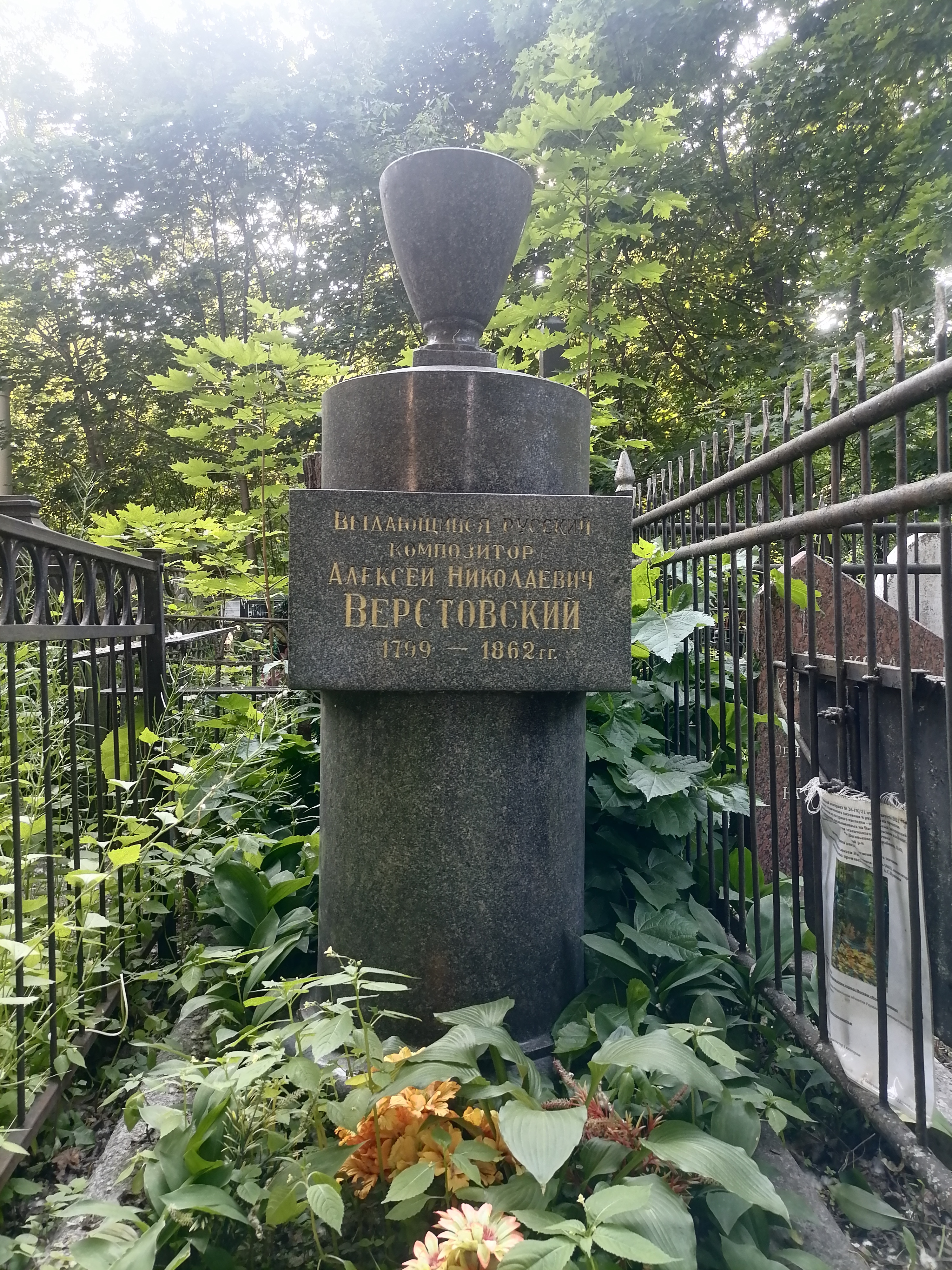
Могила на Ваганьковском кладбище

Умер 5 (17) ноября 1862 в Москве. Похоронен на Ваганьковском кладбище (2 уч.).

## Творчество

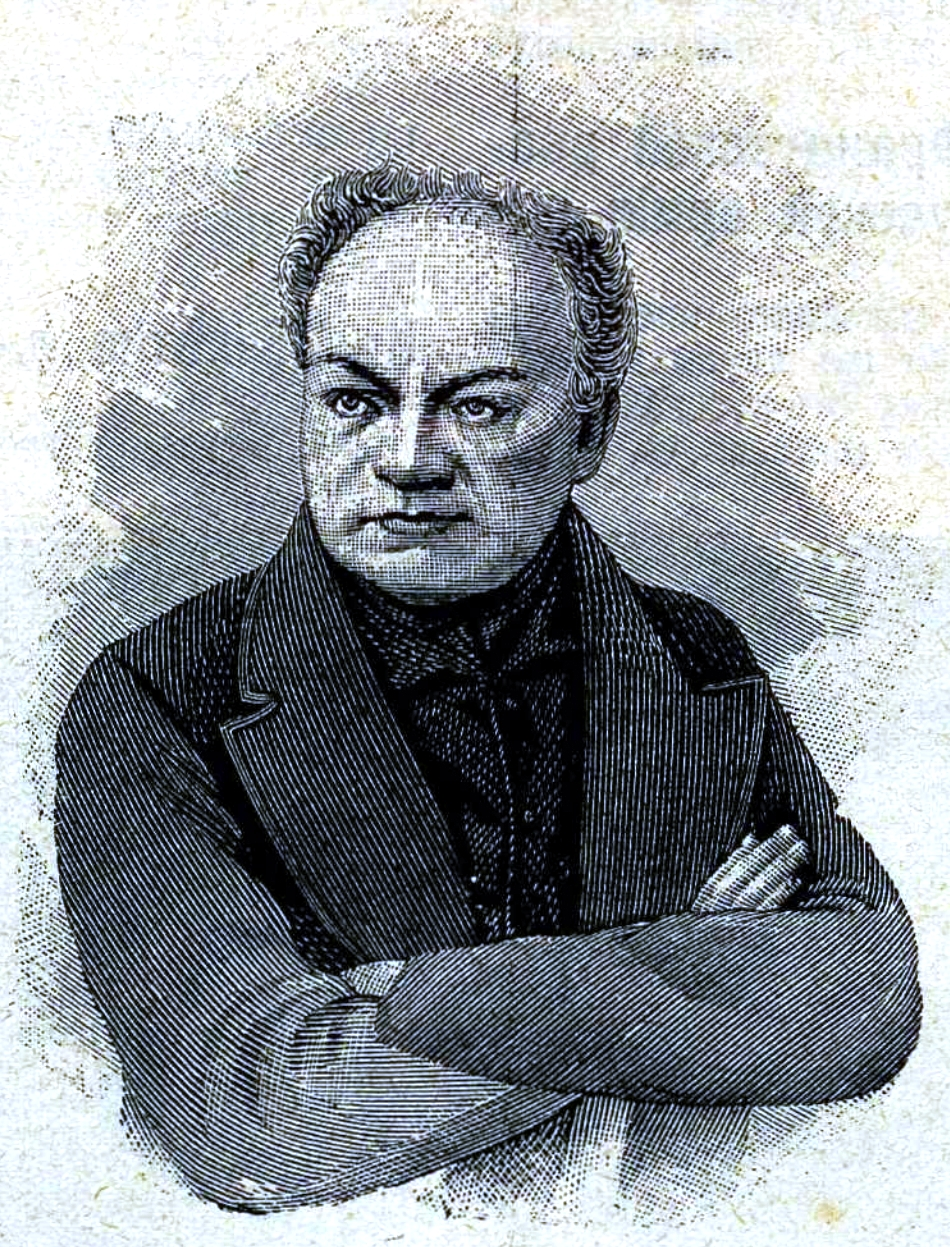
Алексей Николаевич Верстовский

Автор преимущественно музыкально-сценических произведений — опер и опер-водевилей, а также баллад. Создал 6 опер — «Пан Твардовский» (1828), «Вадим, или Пробуждение двенадцати спящих дев» (1832), «Громобой» (1854, постановка 1857) и другие. Лучшей считается «Аскольдова могила» (1835) по роману М. Н. Загоскина, пользовавшаяся большой популярностью. Необычайно стойкий успех его лучшей оперы отмечал выдающийся критик А. Серов. В 1862 г., после смерти композитора, он писал, что «в отношении популярности Верстовский пересиливает Глинку».
Написал более 30 опер-водевилей — «Бабушкины попугаи» (текст Н. И. Хмельницкого, 1819), «Кто брат, кто сестра, или Обман за обманом» (текст А. С. Грибоедова и П. А. Вяземского, 1824), «Две записки, или Без вины виноват» (совместно с А. А. Алябьевым, текст А. И. Писарева, 1827) и другие.
Также прославился романсами — «Слыхали ль вы за рощей глас ночной», «Старый муж, грозный муж» (на стихи А. С. Пушкина; последний «цыганский романс» неоднократно исполняла П. Виардо-Гарсиа), кантатами, духовной музыкой. В русской вокальной лирике создал новый жанр — балладу, или «драматические кантаты», как он сам называл такие сочинения. Это повествовательно-драматические произведения для солиста с инструментальным сопровождением, написанные в свободной форме. К лучшим балладам относят «Чёрная шаль» (на стихи А. С. Пушкина), «Бедный певец» и «Ночной смотр» (на стихи В. А. Жуковского), «Три песни скальда» и другие.

## Основные произведения
Оперы
- Пан Твардовский (1828),
- Вадим, или Пробуждение двенадцати спящих дев (по 2-й части баллады Жуковского «Громобой, или Двенадцать спящих дев», 1832),
- Аскольдова могила (по Загоскину, 1835),
- Тоска по родине (по Загоскину, 1839),
- Сон наяву, или Чурова долина (1844),
- Громобой (по 1-й части одноимённой баллады Жуковского, 1854)

Оперы-водевили и комедии-водевили
- Сентиментальный помещик в степной деревне (1817),
- Бабушкины попугаи (1819),
- Карантин (совместно с Маурером, 1820),
- Сюрпризы (совместно с Кавосом, Корсаковым, Леброком, по Э. Скрибу, 1821),
- Новая шалость, или Театральное сражение (совместно с Алябьевым и Маурером, 1822),
- Дом сумасшедших, или Странная свадьба (1822),
- Кто брат, кто сестра, или Обман за обманом (текст А. С. Грибоедова и П. А. Вяземского, 1824),
- Учитель и ученик, или В чужом пиру похмелье (совместно с Алябьевым и Ф. Е. Шольцем, текст Писарева, 1824),
- Хлопотун, или Дело мастера боится (совместно с Алябьевым, текст Писарева, 1824),
- Проситель (совместно с Алябьевым, Мих. Ю. Виельгорским и Шольцем, текст Писарева, 1824),
- Встреча дилижансов (совместно с Алябьевым, 1825),
- Забавы калифа, или Шутки на одни сутки (совместно с Алябьевым и Шольцем, текст Писарева, 1825),
- Волшебный нос, или Талисманы и финики (совместно с др. авторами, текст Писарева, 1825),
- Опыт артистов, или Авось удастся (совместно с Виельгорским и И. И. Геништой, 1825),
- Тридцать тысяч человек, или Находка хуже потери (текст Писарева, 1825),
- Три десятки, или Новое двухдневное приключение (совместно с Алябьевым, текст Писарева, 1825),
- Притчи, или Эзоп у Ксанфа (совместно с др. авторами, 1826),
- Две записки, или Без вины виноват (совместно с Алябьевым, текст Писарева, 1827),
- Странствующие лекари, или Искусство пробуждает мертвых (текст Писарева, 1827),
- Пастушка, старушка, волшебница, или Что нравится женщинам (совместно с Алябьевым, текст Писарева, 1827),
- Репетиции на станции, или Доброму служить сердце лежит (текст Загоскина, 1827),
- Лучший день в жизни, или Урок богатым женихам (совместно с Алябьевым и Шольцем, 1827),
- Вечер под Новый год (совместно с др. авторами, текст Писарева, 1827),
- Пять лет в два часа, или Как дороги утки (текст Писарева, 1828),
- Средство выдавать дочерей замуж (текст Писарева, 1828),
- Утро после бала (водевиль из пьесы «Пятнадцать лет в Париже, или Не все друзья одинаковы» Писарева, 1828),
- Новый Парис (совместно с Алябьевым и Маурером, 1829),
- Станислав, или Не всякий так сделает (1829),
- Дипломат (1829),
- Муж и жена (совместно с Алябьевым, Маурером, Шольцем, 1830),
- Старый гусар, или Пажи Фридриха II (совместно с Алябьевым и Геништой, 1831) и др.

Вокально-оркестровые произведения
- Торжество муз (пролог, совместно с Алябьевым, Шольцем, текст M. A. Дмитриева, 1825, впервые исполнено на открытии московского Большого театра)
- Выкуп Барда, или Сила песнопения (драматическая картина Дмитриева, 1827),
- Чёрная шаль, Три песни Скальда, Пустынник (баллады для голоса с оркестром).

Музыка к драматическим спектаклям
- Любопытная, или Догадки невпопад (1825),
- Школа супругов (1827),
- День падения Миссолонги (героическая мелодрама, 1829),
- Свадьба Фигаро (Бомарше, 1829),
- Цыганы (инсценировка В. А. Каратыгина одноименной поэмы Пушкина, 1832),
- Рославлев (романтическое представление Шаховского, по роману Загоскина, 1832),
- Кремнев, русский солдат (народное драматическое представление, текст И. H. Скобелева, 1839),
- Параша-сибирячка (русская быль H. A. Полевого, 1840).

Романсы и песни для голоса с фортепиано
- Чёрная шаль (на слова А. Пушкина)[5],
- Бедный певец,
- Ночной смотр,
- Гишпанская песня,
- Два ворона,
- Певец,
- Цыганская песня Земфиры,
- Тоска по милом,
- Колокольчик

Обработки народных песен для разных исполнительских составов
- Не одна во поле дороженька,
- У ворот девки стоят,
- Мой соловей,
- За долами и горами

Духовные сочинения
- Обедня
- Духовный концерт